# Chilchinbito
Chilchinbito (Navajo: Tsiiłchin Bii' Tó) ist ein Census-designated place im Navajo County im US-Bundesstaat Arizona. Das U.S. Census Bureau hat bei der Volkszählung 2020 eine Einwohnerzahl von 769 ermittelt. 

## Einwohnerentwicklung
Nach den Daten der Volkszählung von 2000 verteilen sich die 462 Einwohner des Ortes auf 111 Haushalte und 89 Familien. In 46,8 % der Haushalte leben Kinder unter 18 Jahren, in 53,2 % der Haushalte leben verheiratete Paare zusammen.